# Ré Soupault
Ré Soupault (Pommerania, Alemania, 29 de octubre de 1901-París, Francia, 12 de marzo de 1996), nombre artístico de Meta Erna Niemeyer, fue una artista franco - alemana, educada en la Bauhaus. Es conocida por su gran diversidad de trabajos artísticos como fotógrafa, diseñadora de moda y traductora.

## Educación y primeros años de vida
En 1921 comenzó a estudiar en la Bauhaus de Weimar, donde fue influenciada por Johannes Itten, cuya teoría de los colores y la forma influiría en sus primeros trabajos. Soupault quedó impresionada por el zoroastrismo, religión que practicaban Itten y otros miembros de la Bauhaus, motivo por lo que  estudió sánscrito durante dos semestres en la universidad de Jena. En la Bauhaus, Erna pasó a ser conocida como Ré, nombre con el que la llamaban Kurt Schwitters, y el fotógrafo Otto Umbehr.

## Trayectoria
Durante una visita a Berlín, conoció al exmiembro de la Bauhaus Werner Graeff, quien le presentó al cineasta experimental sueco Viking Eggeling. Después de su participación en la primera gran exposición de la Bauhaus en Weimar en 1923, Niemeyer se convirtió en asistente de Eggeling. Quedando  fascinada por el entusiasmo de Eggeling le ayudó a terminar la película “Sinfonía diagonal” ya que el  director estaba muy enfermo.
Con Schwitters, desarrolló una estrecha relación laboral y juntos se mudaron a Hannover. Cuando la Bauhaus se mudó a Dessau en 1925, desarrollando un diseño más funcional, decidió no regresar y se estableció en Berlín, donde empezó a escribir bajo el seudónimo de "Greta Green" para la revista alemana Sport im Bild.
Se mudó a París en 1929, iniciando su trabajo como corresponsal para el periódico Scherl Verlag. Rápidamente contactó con los círculos vanguardistas de Montparnasse, donde los artistas se reunían en el Café Dôme. En una fiesta de cumpleaños de Kiki de Montparnasse, conoció al millonario Arthur Wheeler, con quien abrió la boutique de moda Ré Sport en 1931. Ella ya había diseñado antes moda, creando modernos culottes para el parisino Paul Poiret.
Más adelante, diseñó y vendió ropa  para la mujer trabajadora, y algunas de sus colecciones fueron fotografiadas por Man Ray. La muerte de Wheeler en 1934 la obliga a cerrar el estudio.
En la Bauhaus conoció a su primer marido Hans Richter en 1922, con quien se casó en 1926. La pareja se hizo amiga del arquitecto Ludwig Mies van der Rohe, el pintor Fernand Léger y el compositor Paul Hindemith, entre otros, convirtiéndose su casa en un centro de encuentro de artistas. En 1927 finalizó su relación con Richter divorciándose en 1931.
Su segundo marido fue Phillippe Soupault, a quien conoció en una recepción en la embajada rusa en París en noviembre de 1933, casándose en 1937. Juntos inician un largo periodo de viajes por distintos países europeos, visitando entre otros, la España republicana, y trabajando en equipo como periodista y fotógrafa.
Entre 1938 y 1943, la pareja vivió en Túnez, donde Phillippe Soupault , por encargo de Léon Blum, crea la radio antifascista Radio Tunis, en contra de la italiana Radio Bari. Es en esta ciudad donde Soupault hace sus fotos más emblemáticas. Gracias a un permiso del jeque de la Medina, René puede acceder al "quartier reservé", el barrio prohibido, habitado por mujeres expulsadas de la sociedad islámica, mujeres huérfanas, viudas, siendo la capa mas baja de la sociedad, viéndose obligadas a vivir de la mendicidad o prostitución.  
Tras el arresto de Phillippe en marzo de 1942 por las tropas alemanas, huyeron a Nueva York en 1943 dejando atrás todas sus pertenencias. En los años siguientes, la pareja viajó por América del Sur trabajando  para la Agencia France-Press. Después de su regreso a los Estados Unidos, Ré y Phillippe Souplault se separaron y él regresó a París.
Tras regresar a París en 1955, comenzó a trabajar como traductora recibiendo en 1948 el encargo de la editorial alemana Büchergilde Gutenberg de traducir los diarios del autor francés Romain Rolland. Además, tradujo las obras completas del Conde de Lautrémont.
Habiendo mantenido contacto con su ex-marido Phillipp Soupault, produjeron conjuntamente una película sobre el pintor Vasili Kandinski en 1967. En 1973,decidieron volver a vivir juntos, esta vez cada uno en su apartamento, pero en la misma casa. Phillippe Soupault murió en 1990.
En 1946, una amiga de  Soupault, localiza en un mercadillo de Túnez una caja con los negativos de los años treinta, fecha muy importante en su trabajo, especialmente las fotos dedicadas a las mujeres en el barrio prohibido de Túnez, hecho que provoca la publicación de estas fotos y el reconocimiento de Soupault como fotógrafa.